# Gamiz-Fika
Gamiz-Fika en basque ou Gámiz-Fica en espagnolest une commune de Biscaye dans la communauté autonome du Pays basque en Espagne.

Le nom officiel de la ville est Gamiz-Fika.

## Patrimoine

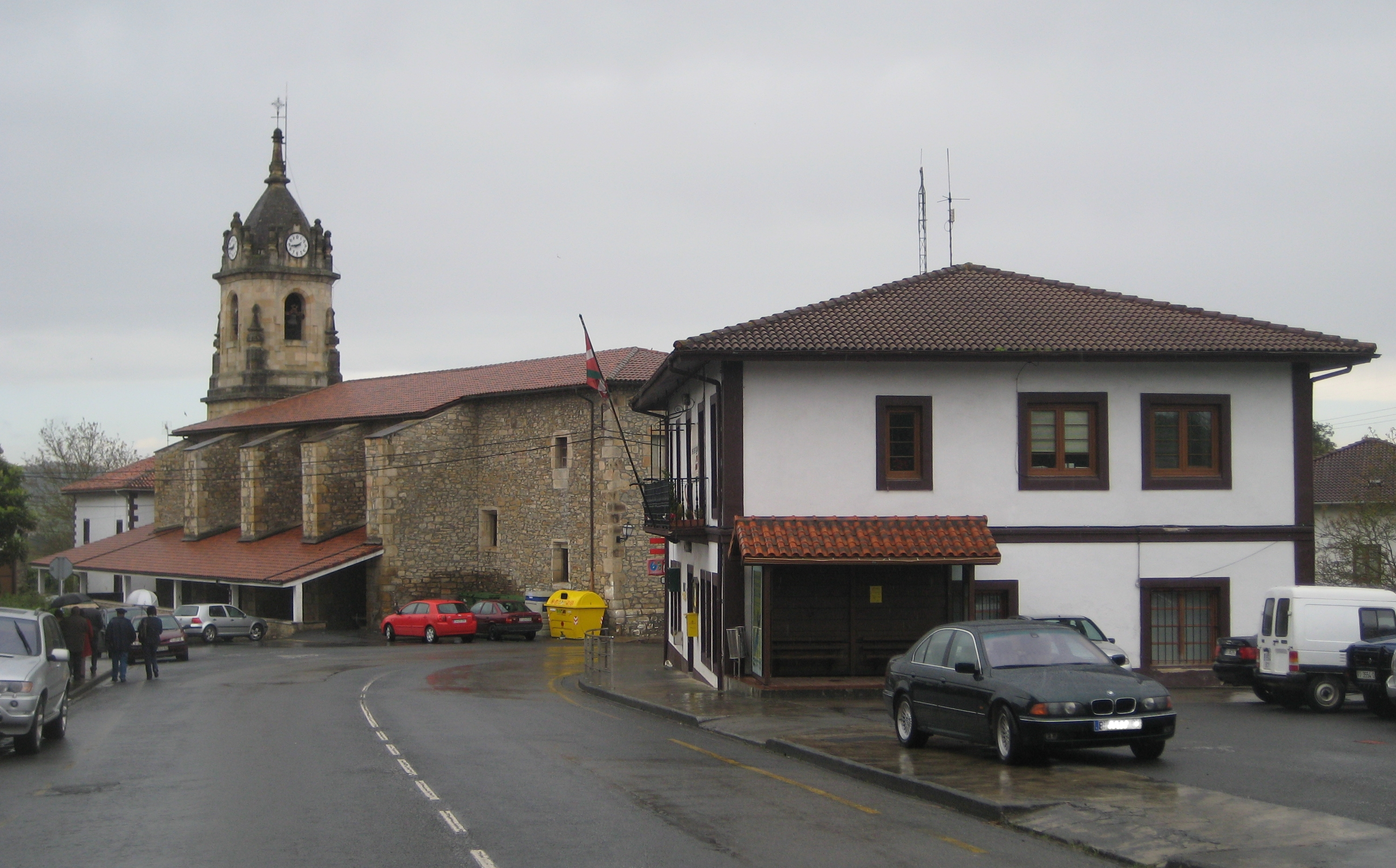
Mairie et église de Gamiz-Fika

## Géographie

### Quartiers
- Elexalde
- Ergoien (mairie)
- Fika
- Ibarra
- Mendoza
- Olagorta

### Sources
- (es)/(eu) Cet article est partiellement ou en totalité issu des articles intitulés en espagnol « Gámiz-Fica » (voir la liste des auteurs) et en basque « Gamiz-Fika » (voir la liste des auteurs).